# Айзенбах
Айзенбах (нім. Eisenbach) — громада в Німеччині, знаходиться в землі Баден-Вюртемберг. Підпорядковується адміністративному округу Фрайбург. Входить до складу району Брайсгау-Верхній Шварцвальд.
Площа — 28,78 км2. Населення становить 2127 ос. (станом на 31 грудня 2020).